# Амурская область (Российская империя)
Аму́рская о́бласть Росси́йской импе́рии с центром в Благовещенске была образована 20 декабря (8 декабря по старому стилю) 1858 года Именным Указом № 33862. Данным Указом по представлению генерал-губернатора Восточной Сибири и Сибирского комитета Амурская область была составлена из земель, «находящихся на левом берегу реки Амур, начиная от соединения реки Шилки и Аргуни или от границ Забайкальской и Якутской областей, по всему течению Амура, до устья реки Уссури и до новой границы Приморской области» (п.3).

## Общая характеристика
Обширная, малоисследованная область Восточной Сибири по левому берегу среднего течения Амура, главным образом включала в себя речные области 2 больших притоков Амура — Зеи и Буреи. Прежде принадлежала Китаю и была уступлена России в 1858 году по Айгунскому трактату.
- Площадь — 449 500 кв. км
- Население — 62 640 человек
- Главный город — Благовещенск (у устья Зеи)

Амурская область была чрезвычайно мало населена. До освоения края Россией в 1850-х годах местность была населена лишь бродячими инородцами, а дальнее расстояние от населённых местностей России и отсутствие сколько-нибудь удобных путей сообщения очень затрудняли переселение. Гораздо ближе от коренной России, например на Алтае, переселенцы находили множество удобных земель; гораздо удобнее было даже добраться до Приморской области морем, и поселенцы имели там ещё выгоду удобного сбыта продуктов во Владивосток. Дороги вдоль Амура не было, сообщение было летом на судах, а зимой по льду реки. Весной и осенью, когда идёт лёд, оно совершенно прерывалось.

## Административно-территориальное деление
Амурская область в период Российской империи делилась на особые территории:
- округ Амурского казачьего войска с особым полувоенным управлением, который состоял из 11 станичных округов;
- Амурский уезд, который объединял 26 крестьянских волостей;
- железнодорожные посёлки находились в подчинении жандармско-полицейских управлений;
- горно-полицейские округа: Амурский, Буреинский и Зейский[4].

17 июля 1858 года в области был образован первый город — Благовещенск. 12 мая 1906 года посёлку Верхнеамурской золотопромышленной компании Зейский склад был присвоен статус города и название Зея-пристань, которое в 1913 году сменилось на Зея. Одновременно с присвоением статус города Зейскому складу был на берегу реки Зея у деревни Суражевки был заложен новый город — Алексеевск, который в 1917 году был переименован в Свободный.
В состав Амурского уезда по переписи 1917 года входили следующие волости: Амуро-Зейская, Больше-Сазанская, Борисоглебовская, Бельская, Валуевская, Вознесеновская, Вернинская, Гильчинская, Гондаттьевская, Ерковецкая, Завитинская, Ивановская, Козьмо-Демьяновская, Краснояровская, Кузьмичевская, Мазановская, Овсянковская, Ольгинская, Песчано-Озерская, Полтавская, Селемджинская, Серебрянская, Тамбовская, Тарбогатайская, Томская, Ульдуринская.
А в состав округа Амурского казачьего войска входили следующие станичные округа: Албазинский, Екатерининский, Екатерино-Никольский, Игнашинский, Иннокентьевский, Кумарский, Михайло-Семеновский, Николаевский, Поярковский, Раддевский, Черняевский.
В 1917—1920 годах на территории области установились временные государственные образования: Амурская социалистическая советская республика и Временное правительство Амурской области, руководство которых не имело возможности изменять административно-территориальное деление. Поэтому в данный период происходило разукрупнение и переименование волостей силами обществ жителей. К 1920 году на территории области образовались Сергеевская и Черниговская волости, Троицкая волость была переименована в Ольгинскую.
6 апреля 1920 года Амурская область вошла в состав Дальневосточной республики, а её административно-территориальное деление изменилось лишь 15 июня 1922 года после принятия закона ДВР «О разделении Амурской области на уезды», который вступил в силу 18 июля 1922 года. На территории были образованы 4 уезда: Зейский, Свободненский, Благовещенский и Завитинский. 6 ноября 1922 года законом ДВР область была преобразована в Амурскую губернию.

## Население
При освоении территории области здесь были очень немногочисленные кочевые инородцы: орочоны к западу от р. Невер, охотники, и манегры к востоку от неё, занимавшиеся отчасти и скотоводством. Кроме того, близ устья р. Зеи было немного китайцев и маньчжур, из которых некоторые остались в крае. Ниже устья Буреи изредка попадаются тунгусы и гольды. Русское население, живущее здесь с 17 века, состоит главным образом из казаков, живущих в станицах в расстоянии 20 вёрст одна от другой. Лишь около Благовещенска население немного гуще. В первые годы, с 1862-го, было почти исключительно обязательное переселение казаков, в следующие 17 лет население удвоилось. По среднему выводу за 15 лет приходилось 4,7 родившихся и 2,9 умерших на 100 жителей.
Национальный состав в 1897 году
| Округ           | великоросы | малороссы | китайцы | маньчжуры | корейцы | эвенки |
| --------------- | ---------- | --------- | ------- | --------- | ------- | ------ |
| Область в целом | 68,5 %     | 17,5 %    | 6,5 %   | 2,8 %     | 1,3 %   | 1,1 %  |

## Руководство области

### Военные губернаторы
| Ф. И. О.                         | Титул, чин, звание                          | Время замещения должности |
| -------------------------------- | ------------------------------------------- | ------------------------- |
| Буссе Николай Васильевич         | генерал-майор                               | 18.11.1858—01.08.1866     |
| Педашенко Иван Константинович    | генерал-майор, и. д. (утверждён 02.06.1868) | 25.12.1866—29.05.1874     |
| Оффенберг Альберт Генрихович     | барон, флигель-адъютант, полковник, и. д.   | 29.05.1874—07.03.1880     |
| Баранов Иосиф Гаврилович         | генерал-майор                               | 05.04.1880—27.06.1881     |
| Лазарев Пётр Степанович          | генерал-майор                               | 27.06.1881—27.02.1886     |
| Беневский Аркадий Семёнович      | генерал-майор                               | 27.02.1886—14.03.1892     |
| Арсеньев Дмитрий Гаврилович      | генерал-лейтенант                           | 11.06.1892—11.06.1897     |
| Грибский Константин Николаевич   | генерал-лейтенант                           | 02.07.1897—28.02.1902     |
| Путята Дмитрий Васильевич        | генерал-лейтенант                           | 30.03.1902—22.08.1906     |
| Сычевский Аркадий Валерианович   | генерал-майор                               | 22.08.1906—30.10.1910     |
| Валуев Аркадий Михайлович        | генерал-майор                               | 30.10.1910—09.08.1913     |
| Толмачёв Владимир Александрович  | генерал-лейтенант                           | 20.08.1913—20.01.1916     |
| Хагондоков Константин Николаевич | генерал-майор                               | 1916—1917                 |

### Вице-губернаторы
| Ф. И. О.                        | Титул, чин, звание                                   | Время замещения должности |
| ------------------------------- | ---------------------------------------------------- | ------------------------- |
| Таскин Сергей Николаевич        | действительный статский советник                     | 01.01.1898—26.01.1909     |
| Чаплинский Александр Гаврилович | статский советник (действительный статский советник) | 26.01.1909—1914           |
| Бодунген Евгений Фёдорович      | надворный советник (коллежский советник)             | 1914—1915                 |
| Алексеевский Евгений Фёдорович  | коллежский советник (статский советник)              | 1915—1917                 |

## Экономика

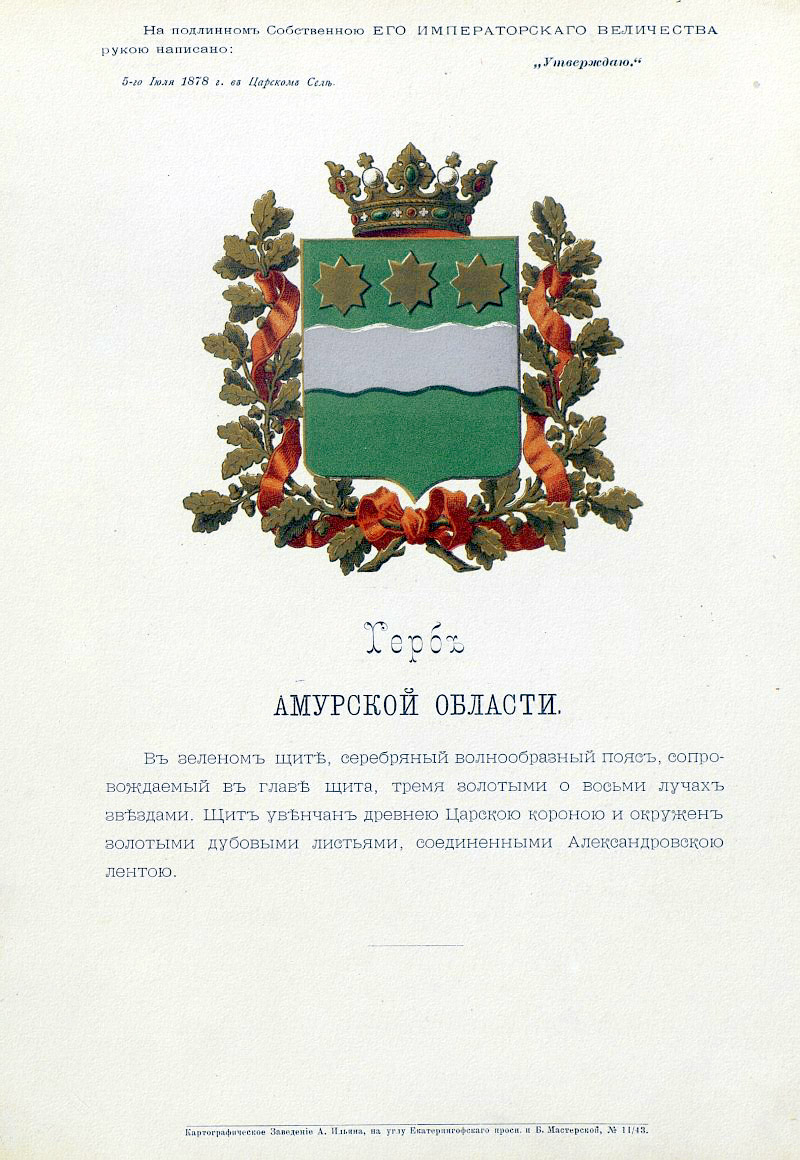
Герб области c оф.описанием, утверждённый Александром II (1878)

По нижнему течению Зеи и среднему — Амура почва плодородна, и живущие здесь русские, китайцы и маньчжуры занимаются земледелием. В первое время, однако, по незнанию условий края очень вредили наводнения, портившие хлеб, уносившие скошенное сено и т. д. Русские сеют особенно яровую рожь, гречу и овёс, маньчжуры просо (Setaria italica), затем пшеницу, ячмень и горох. Скотоводство и огородничество не составляют отдельного промысла, первым занимаются все казаки и крестьяне. Охота на пушных зверей довольно распространена, особенно на белку и соболя, но животные истребляются так беспощадно, что промысел уменьшается. Амур и его притоки очень богаты рыбой, между прочим и ценных лососёвых и сиговых пород. Но рыбной ловли в больших размерах нет, способы засола и другие способы сохранения очень недостаточны, и поэтому рыба скоро портится и далеко её нельзя везти, разве только зимой.
В Амурской области в настоящее время существует лишь одна отрасль горного промысла, добыча золота из россыпей. Золотые прииски обыкновенно делят на следующие группы:
1. Верхне-Амурская — до впадения Зеи. Всего более по р. Янкану. Близ Амура на китайской территории находятся сказочно богатые россыпи на р. Желтуге, которые самовольно разрабатывались в начале 1880-х годов золотоискателями разных национальностей.
2. Зейская — чем ближе к Становому, тем богаче россыпи.
3. Селимджинская.
4. Буреинская.
5. Озерная, по берегу Амура ниже Малого Хингана.

Добывается всего в год чистого золота около 200 пудов на 2 600 000 руб. В Амурской области возможно разрабатывать лишь прииски, гораздо более богатые, чем в Енисейской, а тем более Томской губернии, так как рабочие, доставка продовольствия, машин и т. д. очень дороги. На рабочего приходится здесь 2350 руб., а на Алтайских приисках всего 586 руб. Каменный уголь найден близ Олдоя, затем по среднему течению Зеи и по Бурее, но не разрабатывается.

## Символика
Герб области утверждён 5 июля 1878 года Императором Александром Вторым.

Описание герба: «В зелёном щите серебряный волнообразный пояс, сопровождаемый во главе щита тремя золотыми о восьми лучах звёздами. Щит увенчан древней Царской короной и окружён золотыми дубовыми листьями, соединёнными Александровской лентой».

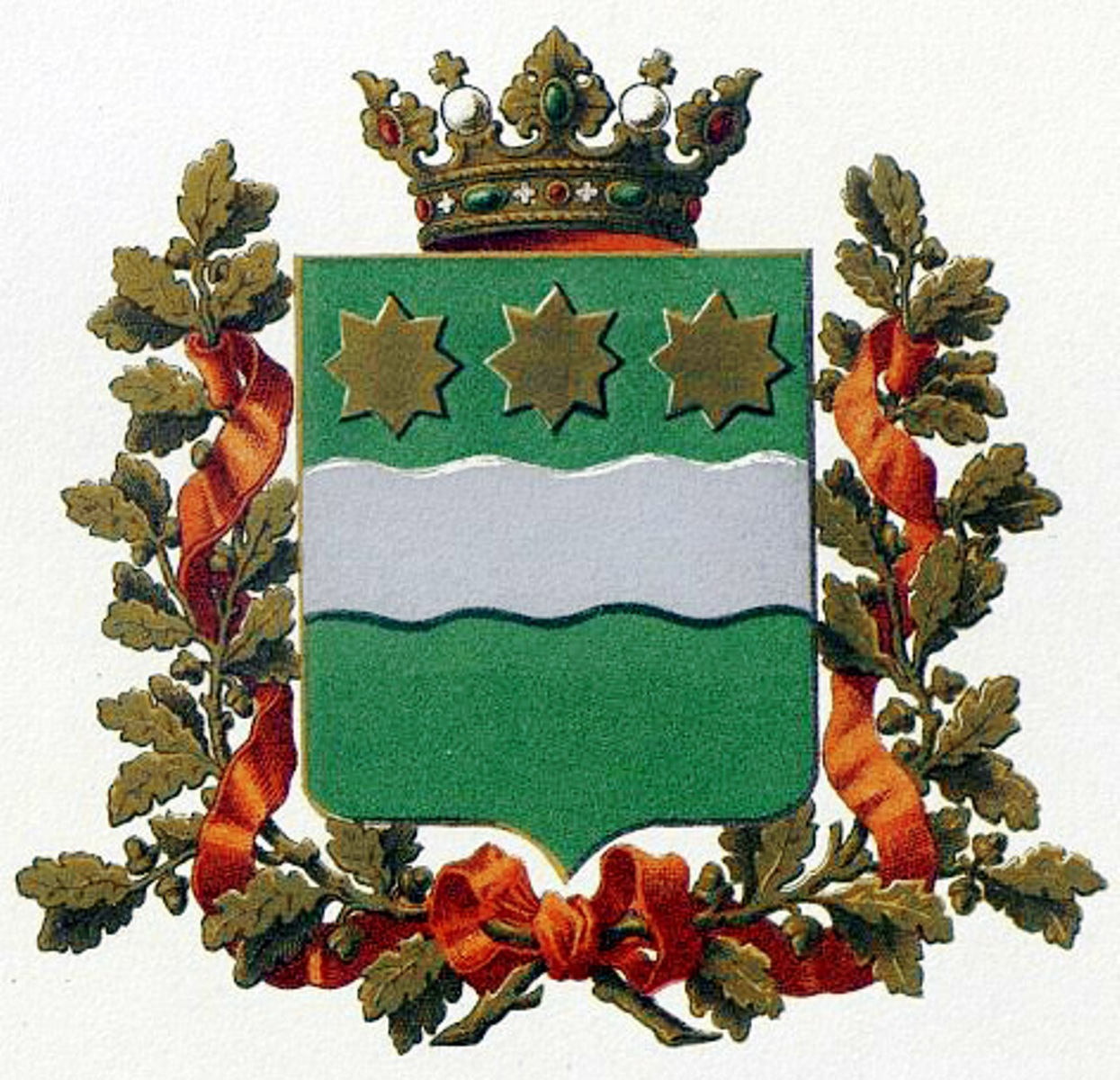
Герб области (изд. МВД, 1880 год)
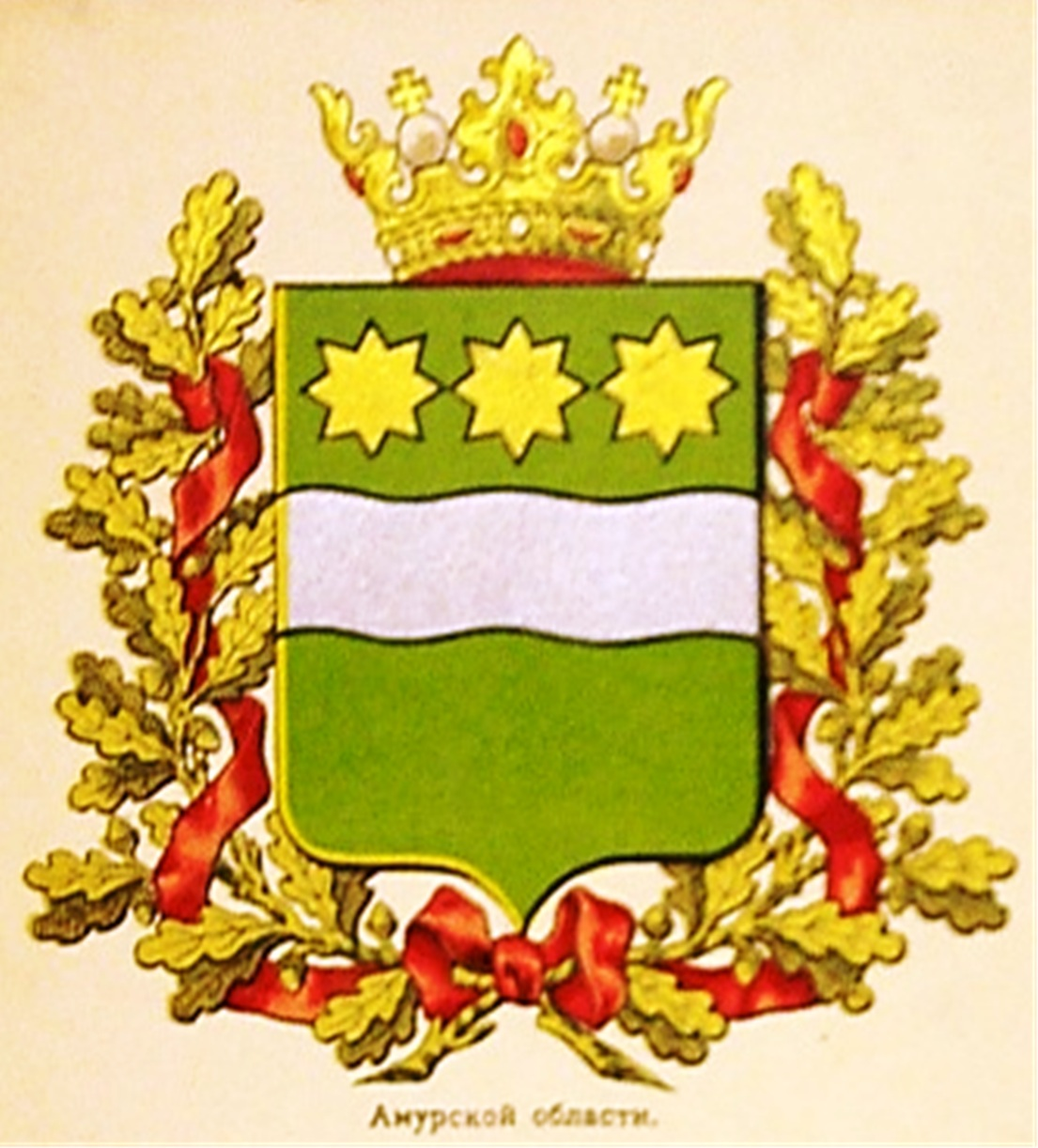
Герб области (изд. Сукачова, 1878 год)
Современный рисунок герба
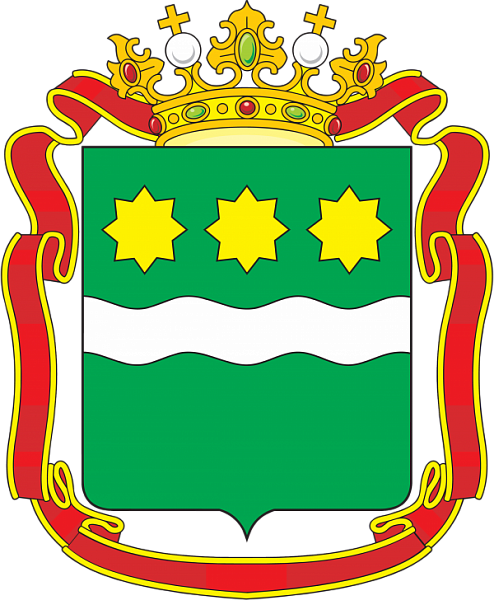
Герб современной Амурской области (2008 год)